# أياكس أمستردام موسم 2013–14
كان موسم 2013–14 هو الموسم الـ114 لنادي أياكس والموسم الـ58 على التوالي للنادي في الدوري الهولندي، شارك نادي أياكس في الدوري الهولندي الممتاز وكأس هولندا ودوري أبطال أوروبا. أقيم التدريب الأول في 24 يونيو 2012، وأقيم اليوم المفتوح التقليدي لنادي أياكس في 25 يوليو، تلاه مباراة تكريمية في 3 يوليو للمهاجم السابق المتقاعد أياكس سياك سفارت (المعروف أيضًا باسم "السيد أياكس") بمناسبة عيد ميلاده الخامس والسبعين.
شهد موسم 2013–14 الظهور الأول لفريق أياكس الاحتياطي شباب أياكس في الدوري البلجيكي.  لن يكون هذا هو الحال بعد الآن حيث سيقوم فريق أياكس الشبابي بالتسجيل وإشراك فريق منفصل عن فريق أياكس الأول الذي ستلعب مبارياته على أرضه في ملعب سبورتبارك دي توكومست أثناء اللعب في الدوري الهولندي الممتاز، باستثناء المباراة العرضية في أمستردام أرينا  الفترة الوحيدة التي سيتمكن فيها اللاعبون من الانتقال بين الفرق ستكون خلال فترة الانتقالات.  علاوة على ذلك، فإن الفريق غير مؤهل للترقية إلى الدوري الهولندي الممتاز.